# Heer der Koreanischen Volksarmee
Das Heer der Koreanischen Volksarmee (조선인민군 륙군, engl.: Korean People's Military Land Group) sind die Landstreitkräfte der Demokratischen Volksrepublik Korea.

## Geschichte
Die Landstreitkräfte der Koreanischen Volksarmee wurde am 20. August 1947 gegründet. Bei Ausbruch des Koreakrieges im Juni 1950 war sie den Südkoreanischen Streitkräften sowohl von der Anzahl der Soldaten als auch der Ausrüstung überlegen. Nordkoreanische Heeresverbände, die im Koreakrieg kämpften, umfassten das I. Korps, das II. und III. Korps. Das IV. Korps und das V. Korps, das VI. und VII. Korps wurden nach Kriegsausbruch gebildet. Zu den Divisionen gehörten die 105. Panzerdivision, die 1., 2., 3., 4., 5., 6., 7., 8., 9., 10., 12., 19. und 43. Infanteriedivision. Während des Koreakrieges enthielt sie auch eine Reihe unabhängiger Einheiten wie das 766. Infanterieregiment.
Im Jahr 1960 dürfte das Heer insgesamt weniger als 400.000 Soldaten beschäftigt haben und vor 1972 wahrscheinlich nicht viel mehr als diese Zahl erreicht haben. In den nächsten zwei Jahrzehnten wuchs die Kampfkraft dann massiv an. 1992 waren es bereits 950.000 Soldaten. Vor diesem Ausbau war die südkoreanische Armee den nordkoreanischen Landstreitkräfte zahlenmäßig überlegen. Ab den 1970er Jahren begann Südkorea, Nordkorea wirtschaftlich zu übertreffen. So konnte Südkorea seine Streitkräfte modernisieren, was wiederum Nordkorea alarmierte und zur Erweiterung der nordkoreanischen Streitkräfte führte. Das schwächere der beiden Koreas hat die größere Streitmacht beibehalten. Die Größe, Organisation, Disposition und Kampffähigkeiten der Landstreitkräfte geben Pjöngjang militärische Möglichkeiten, sowohl für begrenzte offensive Operationen zum Angriff auf die untere Hälfte der Halbinsel als auch für begrenzte defensive Operationen gegen jede wahrgenommene Bedrohung aus Südkorea.
Skalapino und Lees Communism in Korea: The Society lieferte 1972 ein Organigramm, das die 1., 2., 3., 5. und 7. Armeegruppe zeigte. Die 1., 2. und 5. hatten vier Divisionen plus eine Brigade oder ein Regiment; die 3. hatte vier Divisionen und die 7. drei Divisionen und drei Brigaden. Scalapino und Lee griffen auf das von Südkorea veröffentlichte The North Korean Yearbook zurück. Ein deklassiertes CIA-Dokument von 1971, das sich auf eine 1970er Jahre DIA-Bewertung bezieht, scheint darauf hinzudeuten, dass die 1. Armeegruppe die 13. und 47. Infanteriedivisionen umfasste.
Yossef Bodanskys Crisis in Korea berichtet über die nordkoreanische Schlachtordnung von 1984 bis 1988. Die 1., 2. und 5. Armeegruppe, jeweils mit vier Divisionen und einer unabhängigen Brigade, deckte den östlichen, westlichen und zentralen Sektor der DMZ ab. Das III., VI. und VII. Korps wurden um Wonsan und die Küstenregionen herum eingesetzt, während das IV. Korps, das kürzlich von der 4. Armeegruppe umgewandelt wurde, um Pjöngjang herum eingesetzt wurde. Alle Korps hatten die praktisch standardmäßigen vier Divisionen und eine unabhängige Brigade unter Kommando, mit Ausnahme des VII. Korps mit drei Divisionen und drei Brigaden. Die Armeegruppen wurden als Angriffstruppen bezeichnet, während das Korps auch Bodenhaltende Aufgaben hatte. Das III., VI. und das VII. Korps begannen 1985 mit der Bildung von gepanzerten und mechanisierten Einheiten.
Im Laufe der Zeit hat sich diese Organisation an die besonderen Umstände des militärischen Problems der KVA und an die Entwicklung der nordkoreanischen Militärdoktrin und des Denkens angepasst.
1996 wurde ein erheblicher Teil des Stabes zusammen mit den lokalen Regierungsbeamten des VI. Korps verhaftet und wegen Bestechung und Korruption verurteilt. Das Hauptquartier des VI. Korps, das sich in Ch’ŏngjin befand, war für militärische Aktivitäten in der gesamten Provinz Hamgyŏng-pukto zuständig. Es bestand aus drei Infanteriedivisionen, vier Raketenbrigaden und einer Artilleriedivision. Joseph F. Bermudez berichtet in Shield of the Great Leader, dass es sich bei dem Vorfall nicht um einen Putsch handelte, aber es wird oft als solcher dargestellt. Das Korps wurde aufgelöst und seine Einheiten anderweitig verteilt, einige an das IX. Korps in der Provinz Hamgyŏng-pukto. Das IX. Korps umfasst nun die 24. Division und die 42. Division.
Laut der nordkoreanischen staatlichen Nachrichtenagentur sollen sich an einem Tag im Jahr 2023 insgesamt 800.000 Freiwillige der nordkoreanischen Armee angeschlossen haben. Experten gehen davon aus, dass diese Verlautbarungen nur davon ablenken sollen, dass die Moral der Armee auf dem niedrigsten Stand seit Jahrzehnten ist. Grund ist hierfür die mangelnde Versorgung mit Lebensmitteln.

## Aktueller Status
Das Heer umfasst gegenwärtig etwa 1.100.000 Soldaten, die in 35 Divisionen und etwa 82 Brigaden gegliedert sind, davon sind 22 Brigaden als Spezialverbände für Luftlande- und amphibische Operationen im Rücken des Feindes vorgesehen. Das Heer verfügt über rund 3500 größtenteils veraltete Kampfpanzer aus der Sowjetzeit (T-54; T-55; T-62); nach russischen Angaben befinden sich sogar noch T-34-Panzer aus der Zeit des Zweiten Weltkriegs im aktiven Dienst, dazu kommen noch einige Exemplare des selbst entwickelten Kampfpanzers Ch’ŏnma-ho und Pokpung-ho. Als Kim Jong-Il 2001 Russland besuchte, besichtigte er das Werk von Uralwagonsawod, welches zur Transmashholding gehört und unter anderem den T-90 baut. Es wurde 2002 ein Panzer nahe Pjöngjang bei Tests gesichtet, unter der Bezeichnung M-2002. Bei einer Militärparade 2020 wurde ein neu entwickelter Panzer entdeckt, welcher die Bezeichnung Chonma-2 haben soll. Dieser ist mit moderner Technik und Zielsystemen ausgestattet.

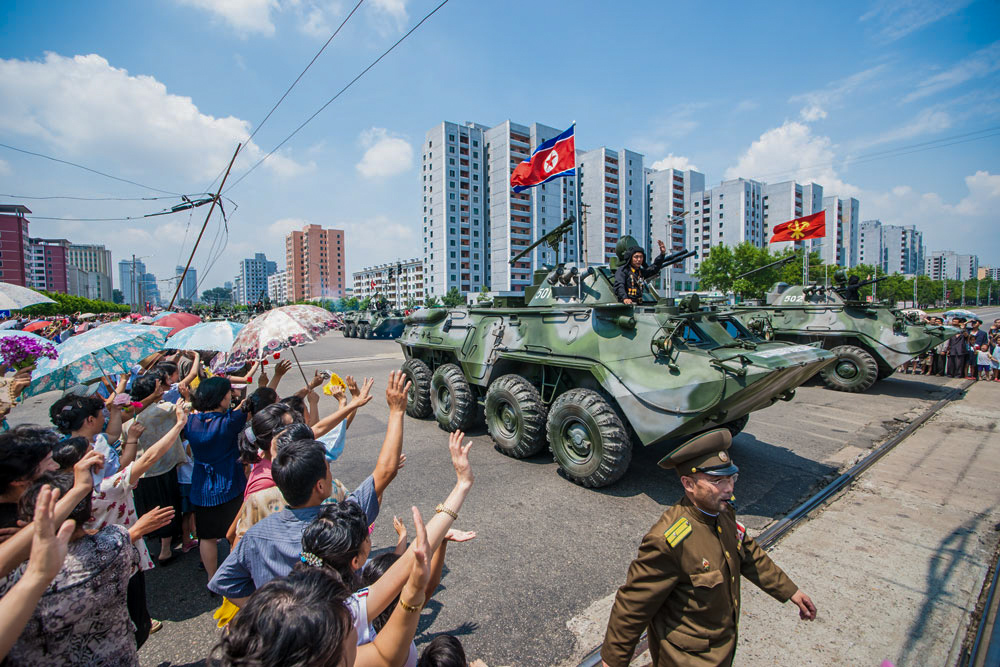
BTR-80 bei einer Militärparade

Bestätigt wurde, dass Nordkorea den Amphibienpanzer PT-76 zum PT-85 weiterentwickelt hat, doch dessen Einführung gestaltet sich wegen des desolaten Zustands der Rüstungsbetriebe schwierig. Experten schätzen, dass seit Mitte der 1990er-Jahre nur 20 Serienfahrzeuge geliefert wurden. Nordkorea verfügt des Weiteren über eine hohe Anzahl an geschützten Mannschaftstransportern. Das International Institute for Strategic Studies schätzt, dass sich über 2.500 Fahrzeuge im Dienst befinden, welche entweder aus chinesischer und sowjetischer Produktion stammen (BTR-40; BTR-50; BTR-152; YW 531) oder von Nordkorea selber weiter entwickelt wurden (M-2010; VTT-323; M-1992).
Einen überproportional großen Teil des Heeres nimmt die Rohr- und Raketenartillerie ein. Nordkorea verfügt über etwa 8.600 Panzerhaubitzen (Tokchon), Selbstfahrlafetten (M-1978) und Feldhaubitzen (D-1; D-30; D-74; A-19; M-46; ML-20). Das Land betreibt eine der größten Flotten an Raketenwerfern auf der Welt. Schätzungsweise stehen 5.500, größtenteils veraltete, Systeme im Dienst. Wie bei den Fahrzeugen, stammen auch hier die meisten Geschütze aus der Sowjetunion (z. B. BM-21; BM-24; BMD-20). Aber auch die Eigenproduktion nimmt zu, so wurde 2015 der 300-mm-Raketenwerfer KN-09 und 2019 der 600-mm-Raketenwerfer KN-25 vorgestellt. Der KN-25 Raketenwerfer erreicht eine Reichweite von 380 km, während der KN-09 eine Reichweite von 200 km erreicht.
Zur Panzerabwehr verfügt Nordkorea über mehrere Fahrzeuge, welche mit Panzerabwehrlenkwaffen ausgestattet sind. Im Einsatz befinden sich zum Beispiel 2K15 Schmel, 9K111 Fagot, 9K113 Konkurs und 9K11 Maljutka Panzerabwehrlenkraketen. Die Ukraine berichtet, im Zuge des Russischen Angriffskrieges, dass Russland die nordkoreanische Version M-2010 (Version vom BTR-80) bestückt mit Bulsae-4 Raketen einsetzt.
Neben den Strategischen Kräften betreibt auch das Heer einige Boden-Boden-Raketenstartsysteme. Darunter fällen die sowjetischen Kurzstreckenraketen FROG und 9K79 Totschka und die neuen nordkoreanischen Kurzstreckenraketen Hwasong-11D. Laut berichten aus Südkorea wurden im August 2024 250 neue Hwasong-11D Systeme den Landstreitkräften übergeben.
Die Flugabwehr des Heeres ist größtenteils veraltet und besteht größtenteils aus etwa 11.000 Flugabwehrgeschützen, wie zum Beispiel ZPU-1, SU-23 und S-60. Des Weiteren stehen einige 9K35 Strela-10, 9K310 Igla-1 und 9K32 Strela-2 zur Verfügung.